# 俞喬桂
俞喬桂（？—？），字元芳，號紫林，浙江嘉兴府平湖县人。明朝政治人物。

## 生平
辛卯二月十一日生。萬曆四十六年（1618年）戊午科順天鄉試八十七名舉人，天啓二年（1622年）壬戌科会试一百四十八名，三甲二百三十二名進士。礼部观政，三年授官潜山县知县。